# 16e régiment d'infanterie territoriale
Le 16e régiment d'infanterie territoriale est un régiment d'infanterie de l'armée de terre française qui a participé à la Première Guerre mondiale.

## Création et différentes dénominations
Le régiment reçoit son numéro par décret du 19 mars 1875, en prévision de la mobilisation
.

## Première Guerre mondiale

### Affectations
- 81e Division d'Infanterie Territoriale d'août 1914 à avril 1917

#### 1914
3 octobre 1914 à Courcelles le Comte : Combats surtout de la 4e compagnie avec 2 compagnies du 26e RIT.

## Drapeau
Il porte, cousues en lettres d'or dans ses plis, les inscriptions suivantes :
- Ypres 1914

## Personnages célèbres ayant servi au16eRIT
- Caporal Louis Volant (né Louis Schuch à Paris le 31 juillet 1877, mort à Maisons-Laffitte le 17 septembre 1949), arrière-grand-père de J. K. Rowling, récipiendaire de la croix de guerre saluant sa conduite lors de la retraite française de Courcelles-le-Comte, le 3 octobre 1914[3].